# كونكريتو دي الماس (فلم)
كونكريتو دي الماس هو فيلم أرجنتيني صدر في عام 1942 م، وقد أخرج على يد المخرج ألبيرتو دي زباليا ومن كتابة أليخاندرو كاسانو.

## الممثلون
- ديليا جيرسيس
- بيدرو لوبيز
- أليتا رومان
- تيريزا سيرادور
- كارلوس مورخانتي
- إيرنيستو راكوين

## وصلات خارجية
- مقالات تستعمل روابط فنية بلا صلة مع ويكي بيانات

- كونكريتو دي الماس  في قاعدة بيانات الأفلام على الإنترنت (بالإنجليزية)